# Balneário Rincão
Balneário Rincão este un oraș în Santa Catarina (SC), Brazilia.